# Arroyo Las Flores
Der Arroyo Las Flores ist ein im Süden Uruguays gelegener Fluss.
Der linksseitige Nebenfluss des Río de la Plata verläuft auf dem Gebiet des Departamento Maldonado. Seine Quelle liegt am Cerro de las Ánimas nordöstlich von Cerros Azules und nördlich von Estación Las Flores und nordöstlich der Quelle des Arroyo Espinas. Von dort fließt er nach Süden und durchquert Estación Las Flores. Er mündet zwischen dem westlich gelegenen Bella Vista und dem östlich der Mündung befindlichen Las Flores in den Río de la Plata.